# 長嶺華国
長嶺 華国（ながみね かこく、1852年2月8日（尚泰5年1月19日） - 1932年（昭和7年）12月18日）は、琉球王国・沖縄県の画家。本名は宗恭（そうきょう）。首里生まれ。琉球王府の貝摺奉行所の絵師登用試験に合格した最後の一人で、琉球王国時代末期の風俗を描き、琉球処分後は独自の画法で『芭蕉図』を描いた（沖縄県立博物館・美術館蔵）。
また、自了以後の琉球王府の画家の歴史を『琉球歴代画人表』にまとめ、末吉麦門冬（戦前の『沖縄タイムス』主筆で『琉球画人伝』を連載）や鎌倉芳太郎（二次にわたり琉球芸術調査を行い、写真とメモで琉球芸術を記録した。その一端は著書『沖縄文化の遺宝』に見える）に大きな影響を与えた。